# 神岡軌道
神岡軌道（かみおかきどう）は、かつて富山県上新川郡大沢野町（現・富山市）の笹津駅（後に猪谷駅に変更）と岐阜県吉城郡神岡町（現・飛騨市）の神岡駅を、神通川沿いに結んでいた鉄道路線（軽便鉄道）の通称である。法的な種別は、専用鉄道から軌道法による軌道、地方鉄道法による地方鉄道と推移した。

## 路線データ
1958年3月当時
- 路線距離：猪谷-神岡町間23.9km・鹿間-浅井田間8.2km
- 軌間：610mm（特殊狭軌）
- 駅数：10（うち、貨物駅2）
- 複線区間：なし
- 電化区間：なし

## 旅客運行状況
1956年4月1日改正当時
- 列車本数：猪谷-神岡町間3往復（朝2往復、夕1往復）
- 所要時間：全線2時間6分 - 2時間17分（表定速度：10.6 - 11.38km/h程度）

## 概要
江戸時代、幕府の直轄であった神岡鉱山は明治に入り、三井財閥系列の三井鉱山（戦後、財閥解体を経て三井金属鉱業へ移管）によって運営されるようになったが、産出される鉱石・硫酸の輸送手段は馬しか存在しない状態であった。
そのため、馬車鉄道の敷設が検討されるようになり、1910年にまず28,800円をかけ、郡の土 - 杉山間5kmに軌間430mmの路線を開業させた。
その後1914年、三井鉱山神岡出張所の所長であった西村小次郎が個人名義で敷設免許を取得する。当時、富山軽便鉄道（後の富山鉄道、1914年開業・1933年廃止）が通じていた神通川扇状地の笹津駅前を起点とし、神通川・高原川の河流に沿うようにして神岡に至る38.8kmの路線を建設することを決定、1915年3月から1920年にかけて開業した。これに伴い、軌間を762mmへ改めている。
当初は純粋に鉱石の輸送のみを担う路線であったが、周辺町村が物資輸送のための開放を希望したこともあって、軌道の改修や市街地への乗り入れ工事を行った後、1922年に神岡軌道株式会社を設立し、翌年7月21日に運営を移管、このとき専用鉄道から軌道法に基づく軌道線となり、一般の貨物営業路線となった。
だが同社はほどなく、第一次世界大戦後の不況により鉱石需要が低下したことで、経営難に陥った。これに対し、合理化と輸送近代化を目的に、神岡水電がダム工事で使用していたアウストロ・ダイムラー社（オーストリア）製3.5t級ガソリン機関車を譲り受け、1928年より運転を開始する。これは、運賃の値下げにもつながり、時局打開に貢献した。
昭和に入ると、現在の高山本線の元となる鉄道省飛越線の工事が進展するようになった。神岡軌道では、それに伴い並行区間となる笹津 - 猪谷間の軌道を撤去するとともに、神通川に鉄橋（水面からの高さ57m、全長294m）を架橋し、飛越線猪谷駅に乗り入れるための工事を実施、1931年に完成させた（富山鉄道の廃止も、飛越線の延伸に伴うものである）。これに前後して、運営が神岡水電に移管され、また坑道内の軌間と統一した方が輸送に都合よいという事情もあり、610mmへの改軌が実施されている。
その後、1937年には森林鉄道（双六・金木戸森林鉄道）との接続のため、神岡から浅井田までの8.19kmが延伸された。
太平洋戦争中には軍需で輸送量が増加した。燃料統制で内燃機関車の使用が困難となると陸軍鉄道連隊からK2形蒸気機関車2両 (Nos. 115, 116) が払い下げられ、更に立山重工業製6.4t級蒸気機関車 (Nos. 296 - 298) の新造も割り当て認可されるなど、戦略物資である神岡鉱山の鉱石輸送維持のために最大限の努力が払われた。
1945年には地方鉄道法に基づく地方鉄道に変更され、戦後の1949年には旅客輸送も開始し、翌年には運営が神岡鉱業へ移管された。この時期には客車13両、貨車700両を擁し、ガソリン・ディーゼル機関車を合わせて19両で運行されていた（燃料事情の好転後、蒸気機関車の運行は直ちに停止され、不要となった蒸気機関車は廃車された。これはトンネル22箇所、スノーシェッド21箇所が点在する路線の条件から、蒸気機関車の運行に多大な困難が生じていたためである）が、戦後のモータリゼーションの発達に伴い、木材輸送はトラックへ移行、更には路盤や防災面が貧弱なことからしばしば事故が起こるなど、旧弊な山岳軌道線のため輸送に支障をきたす事態も起こっていた（厳しい車両限界も手伝って最後まで気動車は導入されず、小型内燃機関車が木造客車を牽引するという前時代的な運行が行われていた）。
その後、川を挟んだ対岸に国鉄神岡線（1984年に神岡鉄道へ移管、2006年廃止）の敷設計画が持ち上がり、軌道を運営する三井金属鉱業ではこれを機に軌道の撤去を決定、1962年に旅客輸送を廃止し、1966年10月の神岡線開業に先駆けて9月に茂住 - 東町（神岡町）間の軌道を撤去、残存する猪谷 - 茂住間も半年後の1967年3月に廃線となった。

## 沿革
- 1910年（明治43年） 杉山 - 土間で専用鉄道の馬車鉄道の運行を開始
- 1915年（大正4年）3月 この時までに、西村小次郎個人名義で笹津 - 杉山間を順次開業。762mmへの改軌と軌道強化を実施
- 1920年（大正9年） 杉山 - 鹿間間延伸
- 1922年（大正11年） 神岡の中心に近い東町まで延伸。神岡軌道を設立
- 1923年（大正12年）
  - 5月16日 西村小次郎に対し軌道敷設特許状下付（吉城郡船津町-上新川郡大沢野村間、動力馬力）[2]
  - 7月21日 神岡軌道（西村小次郎経営）に路線を譲渡。同時に軌道法に基づく軌道線となる[3]
- 1926年（大正15年）5月10日 動力の一部を馬から内燃機関車へ変更
- 1927年（昭和2年）3月7日 神岡軌道が三井鉱山に譲渡され、軌道線は同社の神岡軌道線となる[4]
- 1931年（昭和6年）
  - 8月25日 神通川橋梁架橋に伴い、飛越線猪谷駅（1930年11月27日開業）前へ乗り入れ
  - 9月16日 笹津 - 東猪谷間廃止[5][6]
- 1932年（昭和7年）3月8日 三井鉱山が神岡水電に軌道線を譲渡[7][8]
- 1937年（昭和12年）6月22日 [9]鹿間 - 浅井田間開業
- 1942年（昭和17年）9月19日 神岡水電が三井鉱山に軌道線を譲渡
- 1945年（昭和20年）1月16日 地方鉄道法に基づく地方鉄道に変更（許可）[10]
- 1949年（昭和24年）10月1日 猪谷 - 神岡町間で旅客営業開始[11]
- 1950年（昭和25年）5月1日 財閥解体により三井鉱山の金属部門が神岡鉱業として分離。同時に神岡鉱業に鉄道線を譲渡
- 1952年（昭和27年）12月1日 神岡鉱業が三井金属鉱業に改称
- 1955年（昭和30年） 殿 - 浅井田間休止
- 1958年（昭和33年）4月3日 休止中の殿 - 浅井田間廃止
- 1961年（昭和36年）8月 東漆山付近での崩落により、軌道付け替え
- 1962年（昭和37年）11月3日 旅客営業廃止[11]
- 1963年（昭和38年）8月20日 鹿間 - 殿間廃止
- 1966年（昭和41年）
  - 6月15日 鹿間 - 東町間を廃止
  - 7月1日 桂渕（この時、土と鹿間の間に新設） - 鹿間間廃止
  - 10月1日 茂住 - 桂渕間廃止
- 1967年（昭和42年）
  - 3月27日 猪谷 - 茂住間運行休止
  - 3月31日 猪谷 - 茂住間廃止[11]

## 駅一覧
1950年頃
猪谷 - 東猪谷 - 茂住 - 杉山 - 土 - 鹿間 - 東町
鹿間 - 六郎 - 殿 - 浅井田

## 接続路線
- 笹津駅：富山軽便鉄道→富山鉄道（ - 1931年）・飛越線（1929年 - 1931年）
- 猪谷駅：高山本線
- 浅井田駅：双六・金木戸森林鉄道

## 輸送・収支実績
| 年度 | 旅客輸送人員 （千人） | 貨物量（トン） | 営業収入（円） | 営業費（円） | 益金（円） |
| ---- | --------------------- | -------------- | -------------- | ------------ | ---------- |
| 1923 |                       | 24,527         | 177,457        | 177,457      | 0          |
| 1924 |                       | 52,062         | 378,221        | 210,389      | 167,832    |
| 1925 |                       | 51,946         | 361,416        | 198,018      | 163,398    |
| 1926 |                       | 59,500         | 368,818        | 190,455      | 178,363    |
| 1927 |                       | 65,060         | 376,283        | 329,369      | 46,914     |
| 1928 |                       | 64,058         | 350,834        | 289,948      | 60,886     |
| 1929 |                       | 52,040         | 233,596        | 210,083      | 23,513     |
| 1930 |                       | 50,481         | 190,202        | 179,497      | 10,705     |
| 1931 |                       | 49,639         | 160,982        | 146,881      | 14,101     |
| 1931 |                       | 5,290          | 14,455         | 12,798       | 1,657      |
| 1932 |                       | 13,890         | 36,258         | 47,597       | ▲ 11,339   |
| 1932 |                       | 58,814         | 153,531        | 169,329      | ▲ 15,798   |
| 1933 |                       | 60,183         | 158,422        | 156,614      | 1,808      |
| 1934 |                       | 76,238         | 213,566        | 189,125      | 24,441     |
| 1935 |                       | 68,085         | 182,014        | 78,865       | 103,149    |
| 1936 |                       | 88,105         | 235,275        | 117,447      | 117,828    |
| 1937 |                       | 71,129         | 189,152        | 93,452       | 95,700     |
| 1939 |                       | 120,161        | 317,943        | 147,881      | 170,062    |
| 1941 |                       | 220,392        | 573,492        | 279,003      | 294,489    |
| 1952 | 390                   | 212,500        |                |              |            |
| 1958 | 655                   | 192,867        |                |              |            |
| 1963 | 178                   | 182,526        |                |              |            |
| 1966 | 32                    | 62,969         |                |              |            |

- 1929-1931年度の営業収入には客車収入が含まれる
- 1931-1932年度は重複計上（神岡水電、三井鉱山）
- 鉄道省鉄道統計資料、鉄道統計資料、鉄道統計各年度版、地方鉄道軌道統計年報1952年、私鉄統計年報1958.1963.1966年

## 車両
- ディーゼル機関車
  - 800（801-809）本線用 1952年酒井工作所製、エンジン日野DA55 115HP
  - 600（601-606）入換用 1953年酒井工作所製、エンジン日野DS-10

### 車両数の推移
| 年度      | 蒸気機関車 | 内燃機関車 | 客車 | 貨車 | 貨車 |
| 年度      | 蒸気機関車 | 内燃機関車 | 客車 | 有蓋 | 無蓋 |
| --------- | ---------- | ---------- | ---- | ---- | ---- |
| 1923      |            |            |      | 12   | 400  |
| 1924-1926 |            |            |      | 18   | 400  |
| 1927      |            | 6          |      | 18   | 400  |
| 1928      |            | 11         |      | 18   | 400  |
| 1929-1930 |            | 11         | 6    | 12   | 400  |
| 1931-1937 |            | 11         |      | 18   | 400  |
| 1946      | 8          | 16         | -    | 2    | 70   |
| 1948      | 2          | 13         | 14   |      | 60   |
| 1950      | 2          | 18         | 20   | 20   | 616  |
| 1957      | 0          | 14         | 24   | 52   | 494  |
| 1960      |            | 14         | 24   | 52   | 539  |

- 鉄道省鉄道統計資料、鉄道統計資料、鉄道統計各年度版、『軽便追想』213頁